# Liste des médaillées françaises aux championnats du monde de gymnastique artistique
- Cet article est partiellement ou en totalité issu de l'article intitulé « Gymnastique en France » (voir la liste des auteurs).

La liste complète des médaillées françaises aux championnats du monde de gymnastique artistique. Seules sont indiquées les éditions durant lesquelles les gymnastes françaises ont obtenu au moins une médaille. Les gymnastes féminines peuvent participer aux championnats du monde depuis 1934.
Tableau mis à jour au cours des championnats du monde d'Anvers en 2023.
| Lieux (Année)    | Épreuve | Épreuve             | Épreuve           | Épreuve             | Épreuve | Épreuve         |
| Lieux (Année)    | Concours par équipe | Concours individuel | Saut              | Barres asymétriques | Poutre  | Sol             |
| ---------------- | --- | ------------------- | ----------------- | ------------------- | ------- | --------------- |
| Bâle (1950)      | · Ginette Durand · Colette Hué · Madeleine Jouffroy · Alexandra Lemoine · Liliane Montagne · Christine Palau · Irène Pittelioen · Jeanette Vogelbacher |                     | Alexandra Lemoine |                     |         |                 |
| Sabae (1995)     | |                     |                   |                     |         | Ludivine Furnon |
| San Juan (1996)  | |                     |                   | Isabelle Severino   |         |                 |
| Stuttgart (2007) | |                     |                   |                     |         | Cassy Vericel   |
| Londres (2009)   | |                     | Youna Dufournet   |                     |         |                 |
| Liverpool (2022) | |                     | Coline Devillard  |                     |         |                 |
| Anvers (2023)    | · Marine Boyer · Lorette Charpy · Mélanie de Jesus dos Santos · Coline Devillard · Morgane Osyssek-Reimer · Djenna Laroui (remplaçante)                |                     |                   |                     |         |                 |